# Ейтенз (Техас)
Ейтенз (англ. Athens) — місто (англ. city) в США, в окрузі Гендерсон штату Техас. Населення — 12 857 осіб (2020).

## Географія
Ейтенз розташований за координатами 32°12′17″ пн. ш. 95°50′17″ зх. д. / 32.20472° пн. ш. 95.83806° зх. д. (32.204852, -95.838141).  За даними Бюро перепису населення США в 2010 році місто мало площу 49,72 км², з яких 43,59 км² — суходіл та 6,13 км² — водойми.

## Демографія
Згідно з переписом 2010 року, у місті мешкало 12 710 осіб у 4645 домогосподарствах у складі 2970 родин. Густота населення становила 256 осіб/км².  Було 5204 помешкання (105/км²).
Расовий склад населення:
| - 65,3 % — білих - 17,7 % — чорних або афроамериканців - 0,6 % — азіатів - 0,5 % — корінних американців - 13,7 % — осіб інших рас |

До двох чи більше рас належало 2,1 %. Частка іспаномовних становила 26,7 % від усіх жителів.
За віковим діапазоном населення розподілялося таким чином: 25,6 % — особи молодші 18 років, 58,6 % — особи у віці 18—64 років, 15,8 % — особи у віці 65 років та старші. Медіана віку мешканця становила 34,2 року. На 100 осіб жіночої статі у місті припадало 92,2 чоловіків;  на 100 жінок у віці від 18 років та старших — 86,9 чоловіків також старших 18 років.
Середній дохід на одне домашнє господарство  становив 62 015 доларів США (медіана — 37 358), а середній дохід на одну сім'ю — 64 830 доларів (медіана — 44 704). Медіана доходів становила 30 296 доларів для чоловіків та 30 854 долари для жінок. За межею бідності перебувало 25,5 % осіб, у тому числі 38,3 % дітей у віці до 18 років та 10,2 % осіб у віці 65 років та старших.
Цивільне працевлаштоване населення становило 4989 осіб. Основні галузі зайнятості: освіта, охорона здоров'я та соціальна допомога — 27,2 %, виробництво — 19,5 %, науковці, спеціалісти, менеджери — 12,5 %, роздрібна торгівля — 9,2 %.